# 슈퍼문

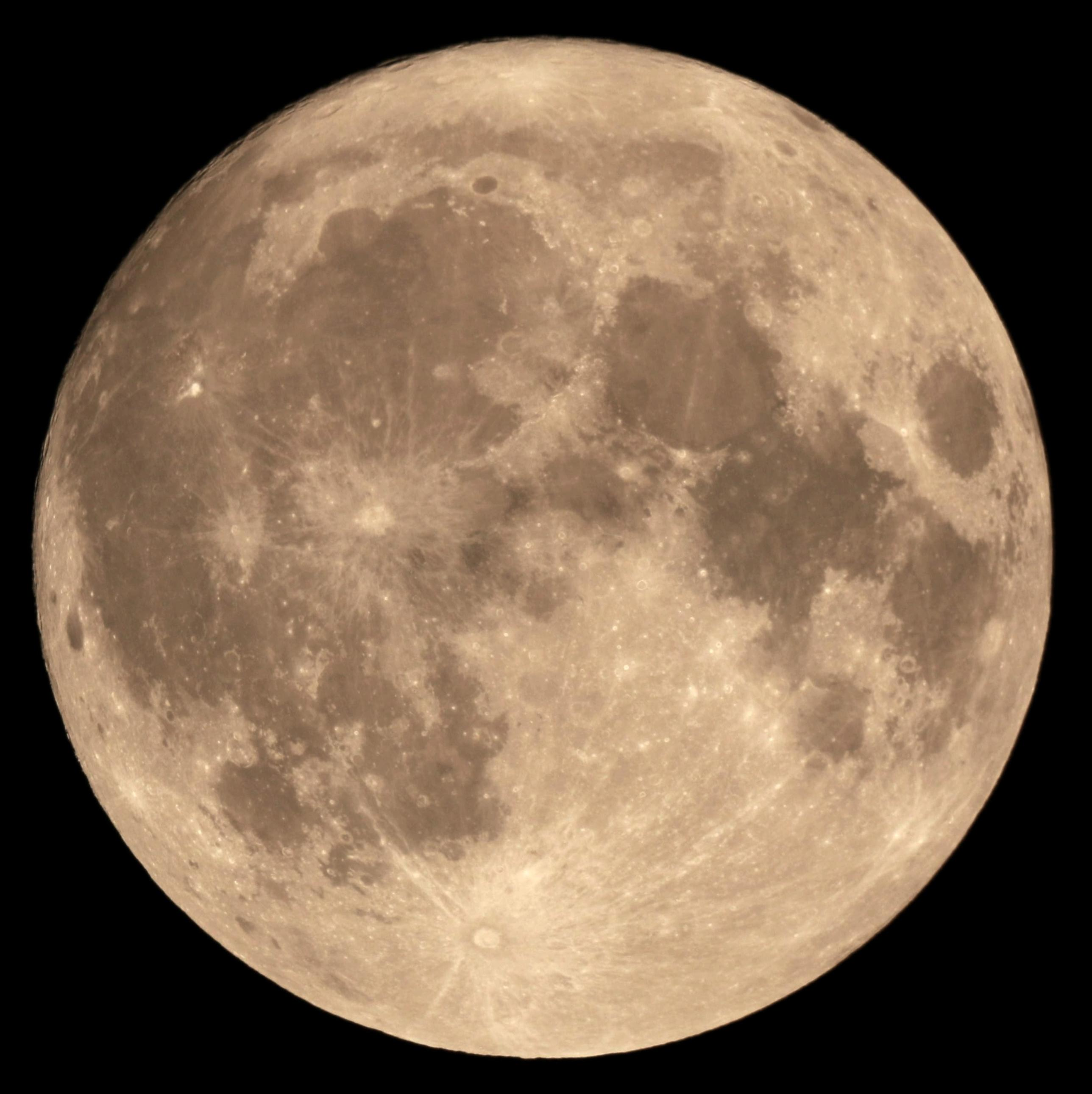
2016년 11월 14일 초(Hyper) 슈퍼문. 지구 중심에서 떨어져 있으며 1948년 이래 가장 근접한 것이다. 2034년까지는 이렇게 지구와 근접해 있는 슈퍼문은 뜨지 않을 것이다.

슈퍼문(supermoon)은 근지점에 있을 때의 달을 말한다. 특히, 근지점에 있을 때의 달 중에서, 그때의 달이 보름달일 때를 말한다. 이 때 해수면 상승 현상이 발생한다. 이때가 1년 중 달이 가장 크다.

## 현상

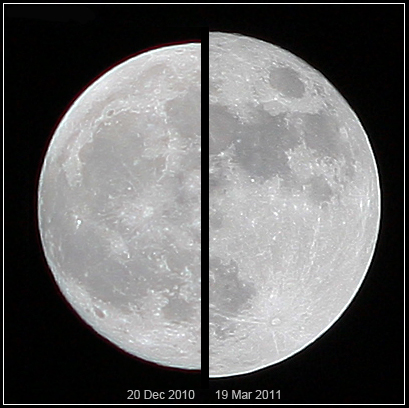

달은 지구 주위를 원에 가까운 타원형으로 공전한다. (달의 공전궤도 이심률은 0.05488이다.) 따라서, 근지점에 올 때가 있는데, 이때, 달이 평소보다 크게 보인다. (즉, 겉보기 크기가 평소보다 크다.) 이를 슈퍼문이라고 한다. 특히, 근지점에 있을 때의 달 중에서, 달과 지구 사이의 거리가 대략 357,000km 정도일 때, 그리고 이때의 달이 보름달일 때를 슈퍼문이라고 한다.

## 기원
이 용어는 천문학에서 나온 용어가 아니다. 1979년에 점성술사 Richard Nolle가 만든 단어이다. 천문학에서는 슈퍼문이라는 용어를 사용하지 않는다. 천문학에서는 근지점과 원지점으로 부른다.

## 주기(발생 빈도)
정확한 주기 및 발생 빈도는 알 수 없다. 달은 지구 주위를 한 달에 한 번씩 공전한다. 따라서, 근지점과 원지점은 각각 1년에 12번씩 발생한다. 이 중에서, 달과 지구 사이의 거리가 357,000km 정도일 때, 그리고 그때의 달이 보름달일 때의 발생 빈도는 알 수 없다.
다음은 1948년 이후, 근지점일 때, 달과 지구 사이의 거리를 순서대로 나타낸 것이다. 시각은 한국 시각이다.
| 순번 | 날짜             | 시각      | 거리 (km) | 비고   |
| ---- | ---------------- | --------- | --------- | ------ |
| 1    | 1948년 1월 26일  | 20시 17분 | 356,462   | 보름달 |
| 2    | 2016년 11월 14일 | 20시 24분 | 356,511   | 보름달 |
| 3    | 1975년 2월 26일  | 6시 58분  | 356,519   | 보름달 |
| 4    | 1972년 11월 21일 | 9시 3분   | 356,524   | 보름달 |
| 5    | 1990년 12월 2일  | 19시 49분 | 356,526   | 보름달 |
| 6    | 1993년 3월 8일   | 17시 36분 | 356,529   | 보름달 |

## 크기와 밝기

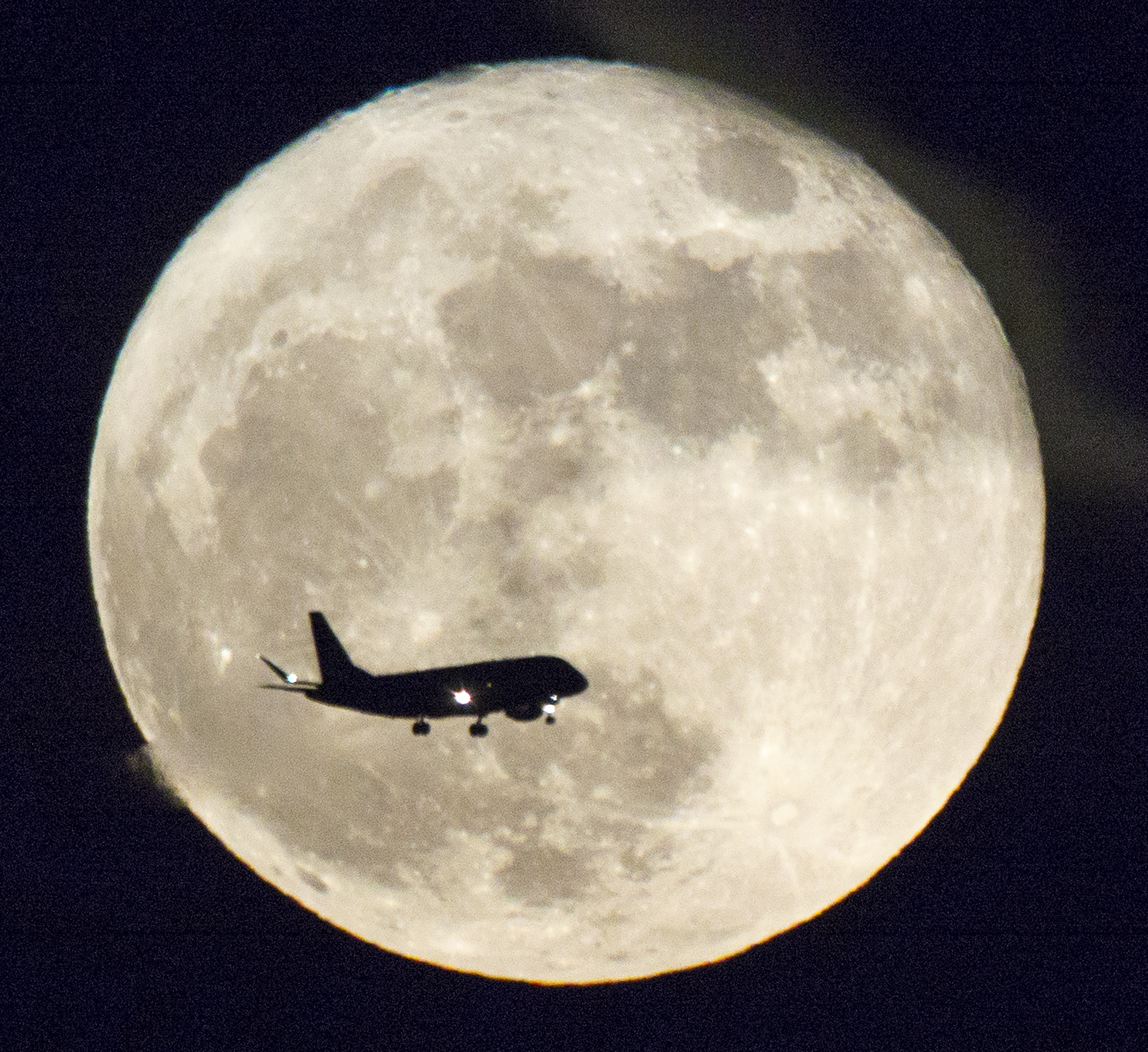

미니문 (Mini Moon) 일 때보다 약 14% 정도 더 크고, 약 30% 정도 더 밝다.

## 조차
달이 지구와 가까워지면, 조차, 즉 조석간만의 차가 평소보다 커지지만, 지진이나 해일 등 자연재해와는 관련이 없다.

## 착시 현상
달이 근지점에 있지만, 그때의 달과 지구 사이의 거리가 357,000km 정도가 아니어도, 360,000km 가 넘어도, 달이 지평선 (또는 수평선) 가까이에 있을 때는, 커 보인다. 하지만, 이때의 달은 슈퍼문이 아니다.

## 기타
일반적으로 정월 대보름이나 추석 보름달이 가장 크다고 생각하지만, 실제로는 그렇지 않다. 지구를 기준으로 태양과 달이 정반대편에 일직선으로 위치할 때 보름달을 볼 수 있으며, 타원궤도를 도는 달이 근지점을 통과할 때 달이 더 커 보이며, 원지점을 통과할 때 작게 보인다. 달의 공전주기는 양력의 1년과 정확히 일치하지 않기 때문에 보름달이 가장 크게 보이는 달은 매년 다르다.

## 같이 보기
- 블루문
- 일식
- 월식